# Visnums landskommun
Visnums landskommun var en tidigare kommun i Värmlands län. 

## Administrativ historik
Kommunen omfattade till en början endast Visnums socken i Visnums härad. Efter kommunreformen 1952 kom Visnums kommun att omfatta nästan hela häradet, det vill säga även de tidigare landskommunerna Rudskoga, Visnums-Kil och Södra Råda. Den enda del som saknades var Nysunds landskommun som 1923 överfördes till Edsbergs härad i Örebro län. Björneborgs municipalsamhälle inrättades i landskommunen 24 september 1948 som sedan upplöstes 31 december 1954.
Kommunens största ort var bruksorten Björneborg, men dess administration låg i småorten Nybble, som var geografiskt mer centralt beläget.
Vid kommunreformen 1971 upplöstes Visnums kommun, och området införlivades till största delen med Kristinehamns kommun. Södra Råda överfördes dock till Gullspångs kommun i dåvarande Skaraborgs län.

### Kyrklig tillhörighet
I kyrkligt hänseende tillhörde kommunen Visnums församling. Den 1 januari 1952 tillkom församlingarna Rudskoga, Södra Råda och Visnums-Kil.

## Geografi
Visnums landskommun omfattade den 1 januari 1952 en areal av 428,06 km², varav 376,17 km² land.

### Tätorter i kommunen 1960
| Tätort             | Folkmängd |
| ------------------ | --------- |
| Björneborg         | 1 785     |
| Bäckhammar         | 324       |
| Gullspång, del ava | 161       |

Tätortsgraden i kommunen var den 1 november 1960 39,2 procent.

## Politik

### Mandatfördelning i valen 1938-1966
| 3 | 12 | 2 | 2 | 2 | 2 |

| 21 |

| 16 | 3 | 2 | 2 |

| 22 |

| 4 | 13 | 3 | 2 | 1 |

| 20 |

| 2 | 19 | 10 | 6 | 3 |

| 38 |

| 2 | 20 | 8 | 5 | 5 |

| 36 |

| 2 | 19 | 10 | 4 | 5 |

| 35 |

| 2 | 20 | 10 | 4 | 4 |

| 35 |

| 3 | 17 | 12 | 5 | 3 |

| 35 |